# EOS.IO
EOS.IO是一個區塊鏈操作平台，基於EOS.IO軟件上所發行的加密貨幣名為EOS。
EOS.IO模擬了真實計算機的大多數屬性，包括硬件（CPU、GPU、RAM內存、硬盤存儲），計算機資源將平均分配給EOS代幣的持有人。
EOS.IO以分散式操作系統與智能合約運行，旨在以分佈式自治組織模式去部署工業規模的分散式應用程序。EOS.IO稱通過智能合約平台可以排除交易費用及每秒進行百萬筆交易。

## 歷史

### 早期
- 根據2017年所發佈的白皮書，EOS.IO平台由一家私人公司block.one （页面存档备份，存于）開發，並以開源軟件的形式於2018年6月1日推出。為確保於當區塊鏈上線前，其代幣可以廣泛分發，block.one將一億個代幣以ERC-20的形式發放。基於是次分發，所有代幣持有人都有權於EOS.IO軟件推出時啟動主網。
- Block.one的首席執行官布蘭登·布魯默宣佈，EOS的首次代幣發行共籌得超過4億美金，當中超過一億美金將用以支持EOS.IO區塊鏈。[1]後來有外界質疑block.one （页面存档备份，存于）公司所籌集的巨額資金，對於該區塊鏈的開發並非必要。而事實上，block.one公司亦未有交代資金的去向，EOS代幣的價錢更是自從高位$22.89美元一直下滑。[2]
- EOS.IO最初的測試網Dawn 1.0於2017年9月3日推出，版本Dawn 2.0於同年12月4日推出；版本Dawn 3.0於2018年1月25日推出，版本Dawn 4.0於同年5月7日推出。
- EOS.IO的Dawn 1.0版本在2018年6月1日於主網發，至2019年1月，目前運行中的版本為1.6.0。[3][4]

### 2019 年
- 2019年2月，EOS的競爭對手TEZOS嘗試以高薪聘請EOS的首席技术官及共同創辦人丹尼尔·拉里默，但並不成功。事件卻揭露了EOS的技術得到区块链業界廣泛的認可。
- 2019年4月3日，EOS.IO推出了 EOSIO Labs™及通用认证库（UAL)，被稱為钱包生态系统中探索的第一步。[5] [6] 同時，EOSIO版本在更新後亦加入了李嘉图合约规范（Ricardian Contract Specifications）和李嘉图合约模板工具包（Template Toolkit），用作向用户公开李嘉图合约数据。
- 4月27日，Block.one 团队成员和EOS VC 高级投资总监 Brian Mehler 獲邀在由EOS.IO 區塊鏈的節點MEET.ONE 发起大型 EOS 主题论坛发表演讲。[7]
- 5月27日，根據中国电子信息产业发展（CCID）最近发布的全球公共区块链技术评估指数。该评估旨在评估市场上最有效的加密货币; EOS排名第一，而Tron和以太坊分别排名第二和第三。[8]
- 5月29日，美國獨立評級機構: 韋氏評級（Weiss Ratings）在5月29日發布了一份包括93種加密貨幣的評級報告，其中EOS的評級為B。[9]
- 6月1日（美國時間），Block.one舉行了发布会並介紹了3 款新产品：Block.one 和 交易所Coinbase 合作的教育项目、EOS yubico key、社交平台 Voice，以及 1 项更新：新的 WASM 解析器。[10][11]

## 技術說明
EOS.IO平台的目標是提供分散式應用程序托管﹑智能合約功能與分散式儲存的企業方案，解決比特幣和以太坊等區塊鏈的可擴展性問題，並消除用戶的交易費用。EOS.IO通過多線程（可以在多個計算機核上運行）及使用持有量證明作為共識算法以達成以上目標。EOS.IO為分散式應用程序提供了開發環境，可以開發如Steemit的對用戶提供獎勵的社交平台，或者如比特股等的分散式加密貨幣交易所。
基於EOS.IO軟件上發行的主要代幣EOS提供了區塊鏈上的頻寬和內存，用戶將按其抵押的EOS代幣數量獲資源分發（持有並抵押1%的EOS將獲分發總頻寬1%的使用權）。按照用戶抵押的EOS代幣數量，用戶可以獲得投票權及參與對區塊鏈管治。EOS.IO平台啟用時，將會投票選出21名區塊產生者（節點），負責於每500毫秒區塊時間產生及驗證區塊。EOS.IO軟件及其智能合約所用的編程語言為WebAssembly (RUST， C, C++)。

### 帳户
EOS.IO軟件允許每個帳戶被引用為獨一無二且人類可讀的12字符戶名，戶名可以由帳戶創建人選擇。帳戶創建人必需預留足夠的RAM以儲存新帳戶，直至新帳戶以抵押代幣來為自己預留RAM。

### RAM交易
EOS.IO採取自由市場來將稀缺的資源最有效地分配。為促進市場及加強RAM的流通性，EOS.IO系統合約允許用戶從系統以EOS代幣買入或賣出RAM。市場內可供分配的RAM愈少，RAM的價格就會愈高，這種RAM價格的算法被稱為Bancor協議。Bancor協議不會設定RAM的價格，而是按先前確定的市場價格進行買賣。當市場價格與Bancor協議提供的價格出現差距時，投機者便可以相應是買進或賣出，從價格差距中獲利並降低差距。

### EOS資源租用和租金的分配
EOS資源租用與租金分配方案旨於降低於EOS.IO區塊鏈上網絡及CPU資源的使用成本。

### EOS.IO储存
EOS.IO儲存是一種建議的分散式檔案系統，旨在讓每個人都能夠永久存儲和託管任何網頁瀏覽器都可訪問的檔案。EOS.IO儲存並不會收取費用，但會向用戶收取可全數贖回的EOS代幣以換取網絡資源。用戶需要抵押代幣以換取頻寬和內存以使用服務，並可以於不再需要服務時贖回代幣。
EOS.IO儲存建立於EOS.IO軟件及星際文件系統，服務由區塊產生者（節點）提供，所有EOS.IO區塊鏈上的代幣持有人都可以使用服務。區塊產生者複製及託管檔案並允許任何網頁瀏覽器訪問檔案，區塊產生者會因提供服務以獲取獎勵。通過EOS.IO儲存，區塊產生者可以為應用程序提供高頻寬的視頻﹑音樂及圖像託管，類似Amazon的AWS服務，但用戶將持有其所有權。

## EOS.IO的生態
直至2019年2月23日，EOS公鏈共有分散式應用程式 400個，其中博彩類遊戲有220個，占據了EOS整個生態的55%。
 和其他區塊鏈平台比較，EOS的分散式應用程式數目並不是最多的，但它的每日用家數量卻領先其他平台。

### EOS.IO 生態的重要事件
- 2019年1月，EOS主網推出了公投系統，讓EOS幣持有人透過投票對整個生態系統上的事務發表意見。
- 2019年2月，Effect.AI公開表示他將由NEO迁移到区块链平台 EOS.IO。[15]
- 2019年2月，Billionaire Token从以太坊区块链平台迁移到EOS平台，原因是为用户带来更快速的体验。

## Everipedia
2017年12月6日，基於维基技術的商用网络百科全书Everipedia，宣布計劃採用EOS.IO區塊鏈技術及正在開發名為IQ的空投加密貨幣用以鼓勵用戶編輯。Everipedia的目標是透過區塊鏈技術以阻止一些國家進行互聯網審查造成資訊無法訪問。當Everipedia使用EOS.IO平台進行分散式託並分叉，一些禁止訪問維基百科的國家（包括土耳其及伊朗）將無法繼續進行禁止。

## 批评
Whiteblock和ConsenSys基准测试公司对基础层区块链协议的研究以下表明。EOS 不是区块链而只是一种不使用密码学的云计算服务并以Chainbase表格的形式存储所有与交易相关的数据。 在接下来发表了对本项研究的反驳和Core的EOS Wanderingbort开发者批评。 Wanderingbort说：Ethereum的不同之处在于交易在“显式状态”下提交的方式。Bitcoin和EOS都不像Ethereum那样做。Whiteblock想要利用本种区别来声称“EOS 不是区块链”-  按照他们自己的定义。

## 外部連結
- EOS官網 （页面存档备份，存于）